# 宇田川優希
宇田川 優希（うだがわ ゆうき、1998年11月10日 - ）は、埼玉県越谷市出身のプロ野球選手（投手）。右投右打。オリックス・バファローズ所属。

## 経歴

### プロ入り前
日本人の父親とフィリピン人の母親の間に生まれ、越谷市立宮本小学校2年生のときに兄の影響で少年野球チームの宮本ジャイアンツに加入し、野球を始める。越谷市立西中学校では軟式野球部に所属。中学時代は投手として起用されることもあったが、制球難から試合を作れないことが多く、主に捕手を務めていた。
八潮南高校へ進学し、硬式野球部の新入生挨拶では「自分はこの八潮南でエースになりたいです」と話したが、齋藤監督は宇田川を投手としては意識していなかった。ただ、2014年6月のBチームの練習試合にて、チームを指揮した市川部長が宇田川を先発投手に抜擢すると、2失点完投と好投し、本格的に投手を務めるようになった。3年夏の県大会では杉戸高校との1回戦で15奪三振完封勝利を記録。正智深谷との3回戦では延長15回の末、引き分け再試合に持ち込んだものの、再試合では敗れた。進路は当初BCリーグであったが、2016年6月の帝京Bチームとの練習試合にて、宇田川の投球を見た帝京・金田優哉コーチが仙台大学・森本吉謙監督（大学時代の先輩）に「いい投手なので、大学でもやれるのではないか」と伝え、翌週には森本監督が宇田川の視察に訪れた。森本監督も「いい投手ですね。4年後にはプロに行かせられますよ」と宇田川を評価し、進路に迷った時期もあったが、最終的には仙台大学への進学を選んだ。
仙台大学体育学部に入学。硬式野球部では1年春からベンチ入り。入学当初は76kgだった体重を1年後には90kgに増やすと、2年秋に最速152km/hを計測。また、元々の持ち球であった縦スライダーに加え、フォークを習得したことで成長を遂げ、早くもドラフト候補と言われる存在となった。3年時は春秋と2季連続で規定投球回に到達し、特に春は28回1/3を投げて35奪三振、5試合の登板で2勝1敗・防御率0.64と抜群の安定感を誇った。しかし、3年秋から4年春にかけては調子が上がらず、プロ志望届は提出したが、4年秋も本調子ではない投球が続いた。
2020年10月26日に行われたドラフト会議にて、オリックス・バファローズから育成ドラフト3位で指名を受けた（仙台大学でチームメイトの佐野如一もオリックスから育成ドラフト5位で指名された）。宇田川と佐野は、支配下枠指名でない場合は入団を拒否して社会人野球に進むつもりである旨を、森本監督との相談の上で調査書に記載していた。宇田川自身は4年でやや調子を落としていたことから、支配下で指名されるか不安な気持ちがあり、育成での指名があった時には安堵していたというが、前述の通り、入団拒否の意向を示していたため、当初の意向通りに社会人野球に進むしかないのではと困惑し、当日の記者会見では何も言えなかった。宇田川はその後に佐野と話した際、佐野がオリックス入団に強く前向きだったことや仙台大学の先輩である佐藤優悟からオリックスの環境を教えてもらったことで自身もプロ入りを決断し、指名挨拶で佐野と共に入団の意思を伝えた。
11月21日に契約金300万円・年俸240万円（金額はいずれも推定）で仮契約を結んだ。背番号は013。

### オリックス時代

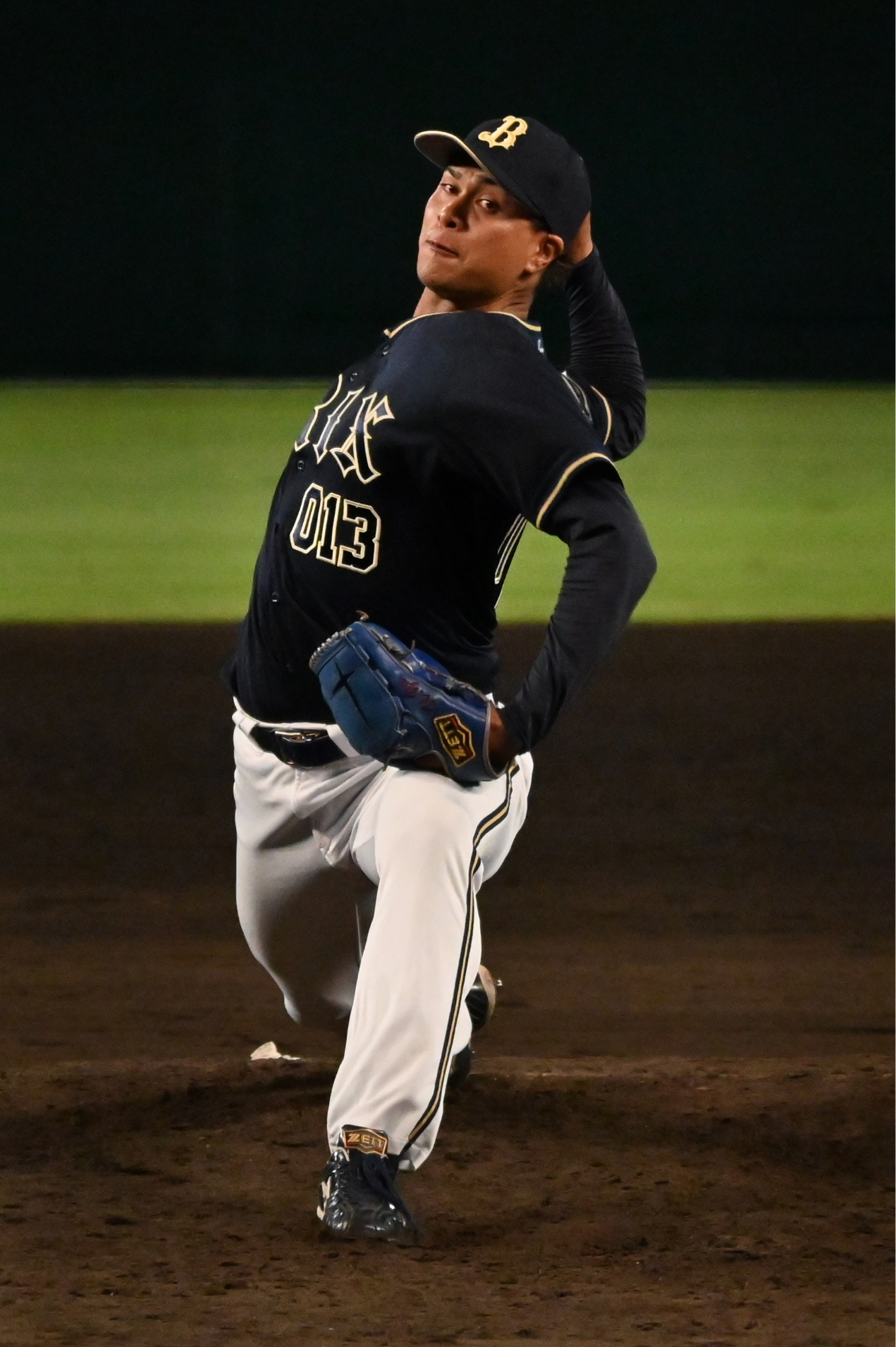
育成選手時代
（2022年7月2日、阪神甲子園球場にて）

2021年は春季キャンプをC組でスタート。ただ、後に本人が「打者が相手になると自分のピッチングができなくて」と語ったように、実戦で結果を残せず、ウエスタン・リーグ公式戦での登板は1試合にとどまった。秋季キャンプでは投球フォームの変更に取り組み、オフに現状維持の推定年俸240万円で契約を更改した。
2022年は春季キャンプをB組でスタートするも、開幕前の3月21日に無症状ながら新型コロナウイルスに感染。10日間の隔離生活を送った間、筋肉量を大きく落としてしまったことを機に、復帰後は肉体改造に取り組むと、ストレートが常時150km/h中盤を計測するようになった。フレッシュオールスターに選出されていた椋木蓮が出場辞退となり、代替選手として7月23日のフレッシュ球宴に出場すると、1イニングを1安打2奪三振無失点と好投した。7月27日終了時点で二軍公式戦に15試合登板し、防御率1.88と好成績を残すと、翌28日に東晃平とともに支配下選手登録。推定年俸は450万円、背番号は96に変更となった。7月31日に出場選手登録されると、8月3日の埼玉西武ライオンズ戦でプロ初登板となり、1イニングを2奪三振を含む三者凡退に抑えた。9月8日の西武戦では、2回裏一死一塁という場面で先発の椋木が右肘違和感により降板し、宇田川が緊急登板すると、2回2/3を無失点の好リリーフでプロ初勝利を挙げた。当初は点差のある場面での登板が主だったが、徐々に信頼され終盤は重要な場面も任されるようになり、同13日の東北楽天ゴールデンイーグルス戦でプロ初ホールドを記録。レギュラーシーズンを13試合連続無失点で終え、この年は19試合に登板し、失点を喫したのは2試合のみ。2勝1敗3ホールド・防御率0.81と好成績を収め、チームの逆転優勝の立役者となった。ポストシーズンでは、福岡ソフトバンクホークスとのCSファイナルステージで2試合に登板して無失点。東京ヤクルトスワローズとの日本シリーズでは4試合に登板して1勝2ホールド、計5回2/3を投げて10奪三振・無失点と圧巻の投球でチーム26年ぶりの日本一に貢献。同シリーズで表彰されることは無かったものの、ファンや野球解説者からは「影のMVP」と称された。オフに1250万円増となる推定年俸1700万円で契約を更改した。
2023年は第5回WBCへの出場（詳細後述）を経て、開幕1週間前にチームへ合流し、自身初めて開幕を一軍で迎えた。開幕から9試合の登板で0勝0敗7ホールド・防御率1.17を記録していたが、上半身のコンディション不良により、4月23日に出場選手登録を抹消された。なかなかコンディションが上向かず、調整の日々が続いたものの、6月13日に一軍復帰を果たすと、7月15日のソフトバンク戦では1点リードの9回表、二死一・二塁という場面から登板して打者1人を打ち取り、プロ初セーブを挙げた。この年は46試合の登板で4勝0敗20ホールド2セーブ・防御率1.77を記録し、チームのリーグ3連覇に貢献。ポストシーズンでは、千葉ロッテマリーンズとのCSファイナルステージに2試合登板し、いずれも無失点に抑えて1勝1ホールドを記録。阪神タイガースとの日本シリーズでも好投を続けたが、3日連続・4試合連続登板となった第5戦では火消しでマウンドに上がるも、森下翔太に逆転打を許し、降板後は涙を流した。第7戦では森下を打ち取るなど、三者凡退に抑えて雪辱を果たしたが、チームは1-7で敗れて日本一連覇は果たせなかった。オフに背番号14への変更が発表され、12月19日の契約更改交渉では3100万円増となる推定年俸4800万円でサインした。
2024年、前年7月に右肩のコンディション不良を訴えており、「オフに入ってウエイトとかやりながら、リハビリとか治療とかしていたけど、（痛みが）取り切れなかったので」と右肩の状態が戻りきっていないことから、春季キャンプはBグループでの調整となり、キャンプ初のブルペン投球が2月24日と出遅れた。3月30日にファームの練習試合で実戦復帰を果たし、4月21日に出場選手登録。ただ、6試合の登板で5失点（自責点2）、全登板で四球を与えて計8四球と制球に安定感を欠き、5月17日に出場選手登録を抹消された。8月24日に再登録されたが、9月13日のソフトバンク戦では打球直撃で緊急降板となった吉田輝星の後を受けて登板するも、栗原陵矢への初球を投じた後にどこかを痛めた様子があり、タイムをかけてトレーナーらがマウンドへ集まった。投球は続けたが、栗原に四球を与えたところでベンチに下がり、わずか5球で緊急降板。球団は「右肘に違和感を感じた為、大事を取って交代した」と発表し、翌14日に出場選手登録を抹消され、その後大阪市内の病院を受診して右肘浅指屈筋の筋損傷と診断されたことが9月20日に球団から発表された。残りのシーズンはリハビリに費やし、この年は13試合の登板で0勝2敗3ホールド・防御率2.31と成績を落とし、オフに1100万円減となる推定年俸3700万円で契約を更改した。
2025年1月の自主トレ期間にブルペンで捕手を立たせての投球練習を再開し、リハビリ組としてB組でスタートした春季キャンプでは、2月12日にブルペンで捕手を座らせての投球練習を行った。しかし、状態が上がらず、途中から別メニュー調整となり、3月に入り右肘の精密検査を受けることが報じられた。同5日に精密検査を受け、トミー・ジョン手術を受ける方針が決まり、同月11日、トミー・ジョン手術を受けた。

## 代表経歴

### 第5回WBC
2023年1月26日に第5回WBCの日本代表に選出された。3月10日の韓国戦で初登板となり、1イニングを2奪三振を含む三者凡退に抑えた。翌11日のチェコ戦にも登板し、打者1人を空振り三振に抑えたが、アメリカでの決勝ラウンドでは登板機会が無かった。ただ、準決勝でも決勝でも試合開始と同時にブルペンへ向かい、2回から6回にかけて準備を続けており、厚澤和幸投手コーチは帰国後の記者会見で「今回、一番ブルペンのバックアップに回ってくれたのが会長の宇田川で、彼にはゲームではないところで、陰で支えてもらった。彼には感謝したい」と名指しで感謝を述べた。

## 選手としての特徴
剛速球と2種類のフォークを武器に打者を圧倒するパワーピッチャー。スライダーも投じるが、2023年シーズンの投球割合はストレートが57.9%でフォークが40.1%とほぼ2球種で打者を抑えている。
ストレートは平均152.2km/h（2022年シーズン）・最速160km/hを計測。本人は「高めの真っ直ぐが調子のバロメーター」と話している。
フォークは平均141.7km/h（2022年シーズン）と高速で変化する様から「弾丸フォーク」と称されている。大学時代に習得した球種で決め球にしか使用していなかったが、プロ入り後にチームの守護神平野佳寿の投球を見て、フォークをカウント球としても使えることを学び、捕手の松井雅人からのアドバイスもあり、ストレートに近い軌道で小さく変化するフォークを新たに習得。従来の落差の大きいフォークとの2種類を使い分けている。
投球フォームについては、体重移動時に右膝を外に割る誤った足の使い方を「僕は右足で地面を押すためにこのほうがいいと思ってやっています」と意識的に行っていたが、入来祐作投手コーチが「中垣さんが伝えようとしていることを、アイツはちゃんと理解していないんじゃないか」と中垣征一郎巡回ヘッドコーチに助言。中垣巡回ヘッドと宇田川で再度話し合いを行うと、目指すところは同じながらも方法論にズレがあったことが分かり、もう一度動作修正のドリルから取り組んだところ、投球が劇的に改善された。

## 人物
愛称は「ウダ」、「ウッディー」。
人見知りな性格で、初招集となった第5回WBCでは当初の強化合宿で周囲へ必要以上に気を遣うなどチームに馴染めていなかった。しかし、先輩のダルビッシュ有が投手会を「宇田川会」と名付けるなど馴染みやすい環境を作って後押しすると、次第に馴染むことができたという。
2022年に行われたオリックスのファン感謝イベントでは「吹田の主婦（山﨑颯一郎）」の友人として黒のハット、厚めの顔化粧、紙袋を持った姿の「芦屋のマダム」のキャラクターで登場している。

## 詳細情報

### 年度別投手成績
| 年 度     | 球 団      | 登 板 | 先 発 | 完 投 | 完 封 | 無 四 球 | 勝 利 | 敗 戦 | セ 丨 ブ | ホ 丨 ル ド | 勝 率 | 打 者 | 投 球 回 | 被 安 打 | 被 本 塁 打 | 与 四 球 | 敬 遠 | 与 死 球 | 奪 三 振 | 暴 投 | ボ 丨 ク | 失 点 | 自 責 点 | 防 御 率 | W H I P |
| --------- | ---------- | ----- | ----- | ----- | ----- | -------- | ----- | ----- | -------- | ----------- | ----- | ----- | -------- | -------- | ----------- | -------- | ----- | -------- | -------- | ----- | -------- | ----- | -------- | -------- | ------- |
| 2022      | オリックス | 19    | 0     | 0     | 0     | 0        | 2     | 1     | 0        | 3           | .667  | 87    | 22.1     | 10       | 1           | 12       | 2     | 0        | 32       | 0     | 0        | 2     | 2        | 0.81     | 0.99    |
| 2023      | オリックス | 46    | 0     | 0     | 0     | 0        | 4     | 0     | 2        | 20          | 1.000 | 192   | 45.2     | 22       | 3           | 30       | 1     | 2        | 52       | 4     | 0        | 9     | 9        | 1.77     | 1.14    |
| 2024      | オリックス | 13    | 0     | 0     | 0     | 0        | 0     | 2     | 0        | 3           | .000  | 50    | 11.2     | 4        | 0           | 12       | 0     | 0        | 14       | 0     | 0        | 6     | 3        | 2.31     | 1.37    |
| 通算：3年 | 通算：3年  | 78    | 0     | 0     | 0     | 0        | 6     | 3     | 2        | 26          | .667  | 329   | 79.2     | 36       | 4           | 54       | 3     | 2        | 98       | 4     | 0        | 17    | 14       | 1.58     | 1.13    |

- 2024年度シーズン終了時

### WBCでの投手成績
| 年 度 | 代 表 | 登 板 | 先 発 | 勝 利 | 敗 戦 | セ ｜ ブ | 打 者 | 投 球 回 | 被 安 打 | 被 本 塁 打 | 与 四 球 | 敬 遠 | 与 死 球 | 奪 三 振 | 暴 投 | ボ ｜ ク | 失 点 | 自 責 点 | 防 御 率 |
| ----- | ----- | ----- | ----- | ----- | ----- | -------- | ----- | -------- | -------- | ----------- | -------- | ----- | -------- | -------- | ----- | -------- | ----- | -------- | -------- |
| 2023  | 日本  | 2     | 0     | 0     | 0     | 0        | 4     | 1.1      | 0        | 0           | 0        | 0     | 0        | 3        | 0     | 0        | 0     | 0        | 0.00     |

### 年度別守備成績
| 年 度 | 球 団      | 投手  | 投手  | 投手  | 投手  | 投手  | 投手     |
| 年 度 | 球 団      | 試 合 | 刺 殺 | 補 殺 | 失 策 | 併 殺 | 守 備 率 |
| ----- | ---------- | ----- | ----- | ----- | ----- | ----- | -------- |
| 2022  | オリックス | 19    | 0     | 3     | 0     | 0     | 1.000    |
| 2023  | オリックス | 46    | 0     | 3     | 2     | 0     | .600     |
| 2024  | オリックス | 13    | 0     | 1     | 0     | 0     | 1.000    |
| 通算  | 通算       | 78    | 0     | 7     | 2     | 0     | .778     |

- 2024年度シーズン終了時

### 記録
初記録
- 初登板：2022年8月3日、対埼玉西武ライオンズ18回戦（ベルーナドーム）、8回裏に3番手で救援登板・完了、1回無失点
- 初奪三振：同上、8回裏に山川穂高から見逃し三振
- 初勝利：2022年9月8日、対埼玉西武ライオンズ25回戦（ベルーナドーム）、2回裏一死から2番手で救援登板、2回2/3無失点
- 初ホールド：2022年9月13日、対東北楽天ゴールデンイーグルス22回戦（楽天生命パーク宮城）、8回裏二死から4番手で救援登板、1回1/3無失点
- 初セーブ：2023年7月15日、対福岡ソフトバンクホークス13回戦（福岡PayPayドーム）、9回裏二死から3番手で救援登板・完了、1/3無失点[91]

### 背番号
- 013（2021年[15] - 2022年7月27日）
- 96（2022年7月28日[27] - 2023年）
- 14（2024年[49] - ）
- 26（2023年WBC）

### 登場曲
- 「彼こそが海賊」クラウス・バデルト（2022年 - ）

### 代表歴
- 2023 ワールド・ベースボール・クラシック日本代表